# Haradnianski
Haradnianski (biał. Гараднянскі, ros. Городнянский) – posterunek odgałęźny i przystanek kolejowy w pobliżu miejscowości Harodnia, w rejonie orszańskim, w obwodzie witebskim, na Białorusi. Leży na linii Moskwa - Mińsk - Brześć.